# Savoia-Marchetti S.M.75
Il Savoia Marchetti S.M.75 fu un trimotore da trasporto ad ala bassa sviluppato dall'azienda italiana SIAI-Marchetti dal 1935 ed entrato in servizio dal 1938. Allo scoppio della Seconda guerra mondiale questi aerei proseguirono la loro attività sulle rotte transatlantiche fino all'entrata in guerra degli Stati Uniti, quando furono militarizzati. Nella Regia Aeronautica compirono diverse missioni di trasporto a lungo raggio, arrivando fino a Tokyo.

## Storia del progetto
L'S.M.75 fu prodotto dalla SIAI-Marchetti su richiesta dell'Ala Littoria (LATI) per metterla in grado di competere sulle rotte transatlantiche con le altre compagnie nazionali. L'aereo, che doveva sostituire il S.M.73, ebbe un'architettura molto simile, conservando la struttura trimotore e l'ala bassa, ma utilizzando un carrello retrattile per ridurre la resistenza al movimento nell'aria. L'aereo ebbe un buon successo commerciale anche all'estero.
La soluzione adottata per l'aereo era, come già detto, un trimotore ad ala bassa, che utilizzava motori Alfa Romeo 126 RC.34 da 750 CV, aveva una capacità di circa 25 passeggeri ed un peso a vuoto di 11.200 kg. La struttura era in acciaio a traliccio, con coperture in tela e compensato. Le superfici di guida erano in compensato. L'ala era rastremata tanto in pianta quanto in sezione, strutturata su tre longheroni con centine in legno e puntoni in tubo d'acciaio. La deriva era simile a quella dei precedenti S.M.73 e S.M.81.
La Regia Aeronautica si mostrò subito interessata all'aereo, chiedendone una versione militarizzata (senza finestrini e con un'area rinforzata per l'eventuale installazione di una torretta dorsale). Questa versione, su cui furono montati i motori Alfa Romeo 128 RC.34 da 860 CV ottenne i primati di velocità su 2.000 km con 10.000 kg di carico (330,97 km/h) il 10 gennaio 1939 con i capitani piloti Nunzio Prota e Giuseppe Bertocco insieme al motorista Maffezzoni ed il primato di distanza su circuito chiuso con 12.935 km.

## Impiego operativo
Impiegato sulle rotte europee e transatlantiche, fu l'aereo che operò anche sulla rotta Roma-Addis Abeba dopo la guerra di Etiopia.
Dopo l'inizio della Seconda guerra mondiale l'S.M.75 continuò a mantenere i collegamenti con il Sud America, collegamenti che dovettero essere interrotti all'entrata in guerra degli Stati Uniti.
In guerra effettuò diverse operazioni a lungo raggio, rifornendo più volte Gondar assediata dai britannici, successivamente lanciando manifestini su l'Asmara, quando questa era già in mani britanniche. Sui manifestini era scritto Ritorneremo con la firma dell'allora capo del governo italiano. Comunque il raid più impegnativo e più significativo fu il trasporto a Tokyo di documenti diplomatici.

### Il volo Roma-Tokyo
Nel gennaio del 1942 a Roma si sospettava che i britannici fossero riusciti a forzare i codici di trasmissione fra Italia e Giappone (entrambi paesi coinvolti con l'Asse nella seconda guerra mondiale), quindi dovevano essere forniti a Tokyo i nuovi codici con cui comunicare in sicurezza. Escluso il trasporto via terra, considerando i rischi ed i tempi di un trasporto via mare sia con navi di superficie sia con sommergibili fu deciso di trasferirli per via aerea, impresa anche questa tutt'altro che facile.
Per questo scopo fu realizzato un S.M.75 GA, equipaggiato con motori Alfa Romeo 128 RC. SPEC, matricola MM 60537, che il giorno 9 maggio 1942 effettuò un raid propagandistico ed addestrativo con lancio di manifestini su l'Asmara, rientrato a Roma (Ciampino), il giorno 11 maggio precipitò per una piantata contemporanea in decollo di tutti e tre i motori. Per sostituirlo fu usato l'aereo MM 60539, su cui furono montati gli stessi motori e fu siglato RT (Roma-Tokyo). Al comando fu messo il tenente colonnello Antonio Moscatelli, che riunì come equipaggio il capitano Mario Curto (pilota), il sottotenente Ernesto Mazzotti (radio-aerologista), il maresciallo Ernesto Leone (motorista) ed infine il capitano Publio Magini (navigatore), dell'equipaggio dell'MM 60537, che per tutta la missione dovette portare uno stivaletto gessato per la frattura che aveva subito nell'incidente dell'11 maggio.
Il governo giapponese temeva complicazioni con il governo sovietico nel caso che l'aereo fosse caduto nelle loro mani, quindi tentò di bloccare la missione, ma ormai le decisioni erano state prese, quindi la missione di trasporto dei cifrari a Tokyo ebbe inizio.
- Guidonia - 29 giugno 1942 5.30 - Zaporoskje (Ucraina) stessa data ore 14.20
- Zaporoskje - 30 giugno 18.00 GMT - Pao Tow Chen (Mongolia) 1º luglio 15.30 GMT

A Pao Tow Chen l'aereo fu ridipinto con le insegne giapponesi per esigenze di riconoscimento e per evitare che eventuali spie sovietiche scoprissero il raid.
- Pao Tow Chen 3 luglio 10.35 GMT - Tokyo (Giappone) stessa data ore 20.00 GMT

Le autorità giapponesi evitarono di dare pubblicità al volo e, dopo pochi giorni, richiesero all'equipaggio di tornare in Italia
- Tokyo 16 luglio alle prime luci dell'alba (12.20 GMT) - Pao Tow Chen 17 luglio 00.40 GMT
- Pao Tow Chen 18 luglio 21.45 GMT (l'S.M.75 aveva ripreso le insegne di nazionalità italiane) - Odessa (Romania) 20 luglio 02.10 GMT
- Odessa 20 luglio 11.00 GMT - Guidonia (Roma) stessa data ore 17.50 GMT.

Ma nella carriera di questo aereo nato come velivolo passeggeri doveva figurare persino una missione di bombardamento a grande raggio. Il 23 maggio 1943 due S. M.75, partiti da Rodi al pieno di carburante ed adattati per imbarcare e sganciare 1.200 kg di bombe ciascuno, procedendo a volo rasente per sfuggire ai radar avversari, raggiunsero uno Port Sudan e l'altro Gura già base italiana in Eritrea in quel momento gremita di velivoli americani, e dopo aver colpito gli obiettivi, tornarono nel Dodecaneso senza aver subito la minima azione di contrasto da parte del nemico. I due  voli  erano durati dalle 23 alle  24 ore.

## Utilizzatori

### Militari
Germania
- Luftwaffe

 Italia
- Regia Aeronautica

 Regno del Sud
- Aeronautica Cobelligerante Italiana

 Ungheria
- Magyar Királyi Honvéd Légierő

operò con 5 esemplari.

### Civili
Italia
- Ala Littoria

34 esemplari in servizio operativo dal giugno 1940.
- Linee Aeree Transcontinentali Italiane

 Ungheria
- MALERT